# (134134) Kristoferdrozd
(134134) Kristoferdrozd est un astéroïde de la ceinture principale.

## Description
(134134) Kristoferdrozd est un astéroïde de la ceinture principale. Il fut découvert le 6 janvier 2005 aux monts Santa Catalina par le programme CSS. Il présente une orbite caractérisée par un demi-grand axe de 3,11 UA, une excentricité de 0,08 et une inclinaison de 6,7° par rapport à l'écliptique.